# 上出優之利
上出 優之利（かみで まさのり、1962年7月19日 - ）は、日本の写真家。
1980年代にDJ、ミュージシャンとしてキャリアをスタートし、東日本大震災の2011年に写真家に転向。東京の夜の街並みや人々の様子を切り取った写真を主に撮影している。代表作に『モノクロームのブルース』（2016）、『888前夜』（2021）などがあり、東京の夜の喧騒やネオン街の美しさを新たな視点で捉えた力強い作品と高く評価されている。個展やグループ展を多数開催し、2017年第23回酒田市土門拳文化賞奨励賞をはじめ受賞も多数。
最新作『S-KEN Punk Old Dicks 』（2023）は南フランスの写真ライブラリー"GALERIE LE CHATEAU D'EAU"
に収蔵されている。

## 略歴
- 1962年、大阪府大東市で生誕。祖父は大正時代、金沢から上阪。大阪城近くで漬け物店（上出商店）を開業、「錦上奈良漬け」の登録商標で松坂屋など有名デパートに卸していた。父は家具職人、母は疎開先の台湾で生まれ、第二次世界大戦後、実家の熊本に帰国。
- 1974年、小学6年生の時、ビートルズの映画を観てミュージシャンを目指す。大阪府立大東高等学校（現 緑風冠高校）時代にはヤマハのバンドコンテストのジュニア部門で西日本で2位となる。
- 1981年、高校生時代のバンド（at,Q）仲間４人で上京。本格的に活動を開始するが、1年半後に解散。その後、ルーディーズ、ノエティックスなどのバンドに参加、自主制作の12インチのアナログシングル（STUDIO DANCE/ MOVIN’OUT）をリリース。
- 1983年、ハービー・ハンコックの「ROCK IT」を聴き、DJとなることを決意。原宿のBAR「MOVE」で研鑽を積み、新宿のディスコ「ツバキハウス」でDJとして活動を開始。以後13年間に渡り、六本木「玉椿」、原宿「Club D」、横浜「サーカス」、「オデヲン」「ミラーズ」「MZA有明」「グラムスラム横浜」など多数のディスコ / クラブでプレーする。
- 1996年、雑誌の取材を通して知り合った、Co-FusionのHeigo Taniから打ち込みによる音楽制作を学び、中森明菜、荻野目洋子、相川七瀬、DOUBLE、TINAなどのアレンジやリミックスなどを担当。同時に「ROOPERS」「ムエタイペッパ」「ボサダビット」「SEPTEMBER NOTE」など自らのプロジェクトや、全10作を超えるCOVER LOVERシリーズのプロデュースワークなども精力的に行う。
- 2010年、自宅ベランダより夕日を撮影し、その頃始まったFacebookに毎日投稿を始めると仲間内で話題になり、徐々に写真へとのめり込んで行く。
- 2011年、東日本大震災を機に、「今、目の前にあるものが突然消え去ってしまう」という出来事に大きな衝撃を受け、今後の人生を記録（写真）に捧げる事を決意。浅草橋の写真家、秋山武雄に師事し写真の道を志す。同時に迷いを払拭するため、全ての楽器と音楽機材を売り払い、写真機材に変えた。
- 2013年、新宿の「思い出横丁」の老舗うなぎ屋を撮影した「親父80歳、電球60歳、ともに歩む」が第35回読売写真大賞月刊佳作に初選出されると、ニッコール、JPS、リコーなどの有力コンテストで次々に入賞し評価を高めていった。
- 2016年、新宿歌舞伎町に生きる人々を生々しく描いた『モノクロのブルース』で初の個展開催と写真集を発表。翌年には同作品で第23回土門拳文化賞奨励賞を受賞する。
- 2021年、10年間の写真活動の記録として写真集『888前夜』を発表。タイトルの「888」とは2020年のクリスマスイブに発表された東京都のコロナ感染者の数で、この数字に大きなショックを受けた上出は今後のストリート写真はマスクをした人で溢れかえってしまうことを危惧、撮りためていたコロナ以前の街の生き生きとした様子を力強く描写した写真を厳選して写真集を制作した。

## エピソード
- 写真集『888前夜』の制作を始めた時、膨大な写真を自分でセレクトしきれなくなった上出は、1300枚まで絞ったあと本の監修を頼んだ渋谷のFlying Booksの山路和広に後のセレクトを任せた。任せられた山路は500枚→300枚と絞り込み最終的に160点が写真集に収録された。この写真集と同時にジャック・ケルアック展の監修も担当していた山路は睡眠時間を削り作業、これが一番大変だったと回想している。上出はこの写真集のセレクトについて「自分だけで選んだなら、こんなに美しい世界にはなってなかった」と山路を絶賛した。
- DJ時代からの旧友でミュージシャンの高木完がフリクションのレックに写真集『888前夜』を見せたところ大変気に入り、丸の内の外国人記者クラブで開催された上出の個展に来場、雨の歌舞伎町の交差点を写した写真が「世界で２番目に好きだ」と言ったという。古くからレックのファンだった上出が、ちなみに１番は？と恐る恐る尋ねると、森山大道が1968年10月21日に新宿で撮影した騒乱の写真だった。この時の会話に上出は立ってるのが難しいほど心底震えたという。

## 受賞歴
- 2015年 第35回読売写真大賞月刊佳作
- 2016年 個展「モノクロのブルース」/ 新宿ニコンサロンbis
- 2017年 第62回ニッコールフォトコンテスト入選
- 2017年 リコーイメージングフォトコンテスト準特選
- 2017年 第40回JPS展　優秀賞
- 2017年 第23回土門拳文化賞奨励賞
- 2021年 第41回JPS展　入選
- 2021年 第64回ニッコールフォトコンテスト準特選

## 写真展
- 2015年 グループ展 / JCIIクラブ25
- 2016年 個展「モノクロのブルース」/ 新宿ニコンサロンbis
- 2017年 第23回土門拳文化賞受賞展 / 土門拳記念館
- 2017年 第23回土門拳文化賞受賞展 / 新宿ニコンサロン
- 2017年 第23回土門拳文化賞受賞展 / 大阪ニコンサロン
- 2021年 888前夜　出版記念写真展 / 渋谷古書センターFlying Books
- 2021年 888ZENYA 特別写真展 / 日本外国特派員協会（FCCJ)
- 2023年 S-KEN Punk Old Dicks / SUPER LABO STORE TOKYO

## 写真集
- 2016年 『モノクロのブルース』私家版、180x180mm50頁
- 2021年 『888前夜』株式会社HEG、A4変形160頁
- 2023年 『S-KEN Punk Old Dicks』Published by SUPER LABO　w23.6 x h26 cm、80 ページ、上製本

## 連載
- リクルート社刊　「カーセンサーEDGE / クルマの達人」

## 収蔵
- 2023年「S-KEN Punk Old Dicks」/ 南フランス"GALERIE LE CHATEAU D'EAU"